# Neumann József (rabbi)
Neumann József (Nagytárkány, 1875. január 2. – Budapest, Józsefváros, 1964. február 27.) óbudai főrabbi.

## Élete
Neumann Bence és Gottesmann Júlia fia. Pozsonyban nyert rabbioklevelet, és a kolozsvári egyetem jogi fakultásán szerezte meg a doktori címet. Sepsiszentgyörgyön, Déván és Brassóban működött főrabbiként, időközben rövid ideig a bécsi Mizrachi cionista szervezet főtitkára volt. 1927-től az óbudai hitközség főrabbija volt. Teljesen hivatásának élt, és a vallásos élet elmélyítése terén már eddig is nagyon szép eredményeket ért el. Túlélte a holokausztot és 1945-ben visszatért szeretett közössége maradékához, akikkel 80 éves koráig együtt maradt. 1956-ban vonult nyugalomba.
Temetése Pápán, a zsidó temetőben volt.

## Családja
Első felesége Bick Katalin volt, Bick Ábrahám pozsonyi talmudtudós lánya, akivel 1903. június 16-án Pozsonyban kötött házasságot. Felesége 1944-ben a nyilasok elől menekülve Aradon életét vesztette. Második házastársa Schwarcz Ilona volt, akit 1947-ben Budapesten vett nőül.
Gyermekei
- Neumann Sarolta (Sepsiszentgyörgy, 1904 – Budapest, 1971)
- Neumann Sándor (Déva, 1919–?) talmudista. Felesége Grünwald Aranka (Bodrogkeresztúr, 1922–?).